# Staurogram

Staurogram współczesny

Staurogram (⳨), również krzyż monogramatyczny lub tau-rho – ligatura greckich liter tau (Τ) i rho (Ρ) – . Stosowany był wewnątrz greckiego wyrazu stauros (krzyż lub pal) w rękopisach Nowego Testamentu od około 175–250 roku do IV wieku. W późniejszych wiekach zaczął być używany jako chrystogram.

## Historia

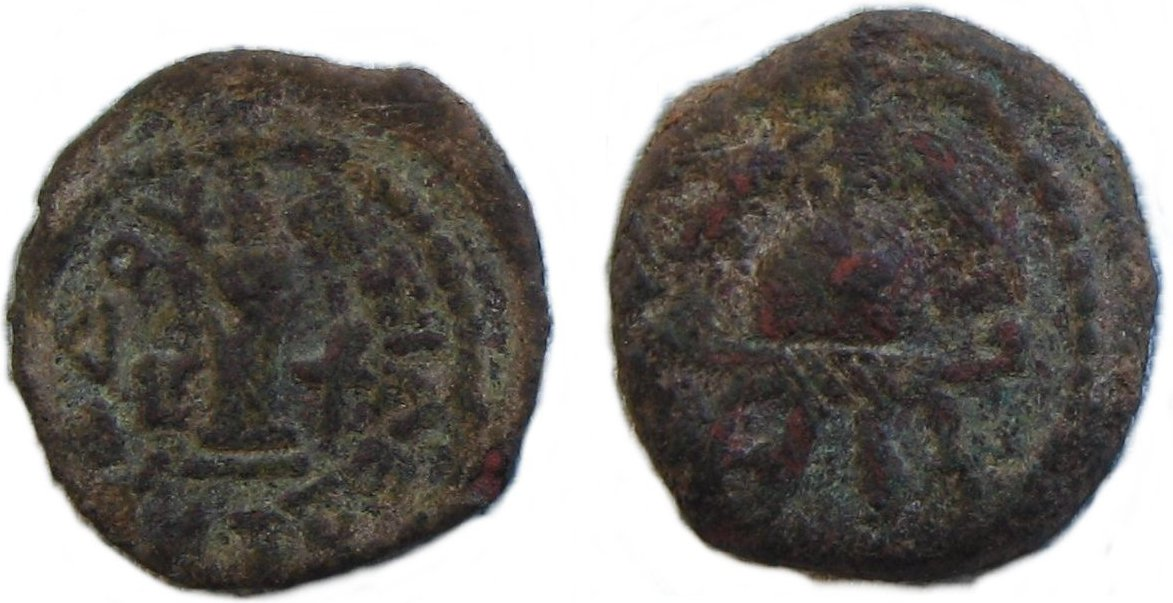
Moneta Heroda Wielkiego (pruta) z 3 roku jego panowania (37 roku p.n.e.) zawierająca na awersie ligaturę ⳨

Tau-rho (znak ⳨), podobnie jak i chi rho (znak ⳩), ma przedchrześcijańskie pochodzenie. Można go znaleźć m.in. na monecie Heroda Wielkiego datowanej na 37 rok p.n.e. Znak ten w grece pełnił rolę skrótu „tr.”. Wiąże się to z powszechnym stosowaniem ligatur w świecie rzymskim.

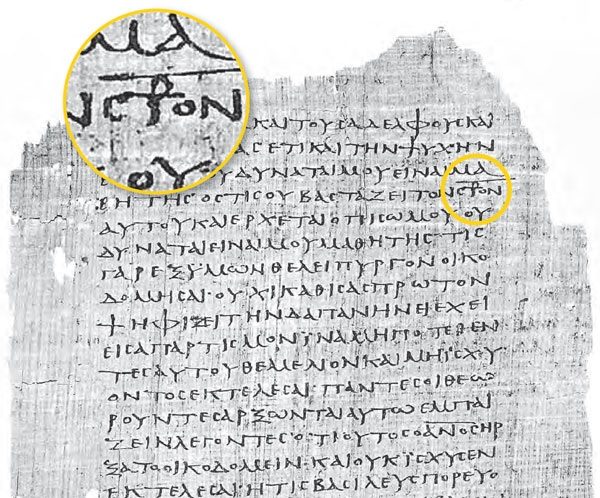
Staurogram użyty wewnątrz słowa stauron, zapisanego jako Σ⳨ΟΝ i czytanego S-(taur)-ON (Papirus Bodmer XIV-XV, fragment Ewangelii wg Łukasza).

Staurogram stosują następujące rękopisy greckiego Nowego Testamentu: Papirus Bodmer XIV-XV (Łk 23,21 [dwukrotnie]; 23,23; 24,20), Papirus Bodmer II, Chester Beatty I (datowane na lata 175–250) oraz {\displaystyle {\mathfrak {P}}^{91}} w Dz 2,36. W IV wieku wyszedł z użycia, a słowo stauros zaczęto zapisywać w rękopisach poprzez zaliczany do nomina sacra skrót ΣΤΣ (STS).
Staurogram stosowany był również w koptyjskich rękopisach (np. P. Palau Rib. 182 z V wieku). Stosuje go kodeks 059, pochodzi on jednak z około 400 roku i ze względu na późne pochodzenie nie odgrywa większej roli w dyskusji nad kształtem krzyża Chrystusa.
Według części uczonych, znak ⳨ stosowany w rękopisach biblinych przez chrześcijan z II–III wieku, mógł być symbolicznym wyobrażeniem Chrystusa na krzyżu. Według innych poglądów, mógł on dopiero wpłynąć na późniejsze wyobrażenia krzyża lub nie miał z nim związku, będąc tylko skrótem dwóch liter.
W późnym antyku i średniowieczu staurogramu zaczęto używać jako jednego z chrystogramów, czyli symboli Chrystusa.
Odkrycie staurogramu podało w wątpliwość zgłoszoną w 1877 roku hipotezę (Ethelbert W. Bullinger), akceptowaną też przez niektórych uczonych w XX wieku (William Edwy Vine, Erich Dinkler), twierdzącą, że symbol „krzyża” pojawił się dopiero w czasach Konstantyna Wielkiego.